# 上十字架 (鲁本斯)
《上十字架》（The Elevation of the Cross）是佛兰芒艺术家彼得·保罗·鲁本斯的两幅画作，其中一幅是尺寸非常大的木板油画三联画，位于比利时安特卫普的圣母主教座堂;另一幅是小得多的纸面油画 ，藏于加拿大多伦多安大略美术馆。前者绘于1610年，后者绘于 1638 年。